# Deutschsprachige Anwendervereinigung TeX
Deutschsprachige Anwendervereinigung TeX e.&#8239;V. или DANTE e.&#8239;V., је највећа TeX корисничка група на немачком говорном подручју. Са око 2.000 чланова, то је највећа група TeX корисника широм света. DANTE је основан 14. априла 1989. године у немачком граду Хајделбергу од стране бројних TeX ентузијаста који су се раније раније упознали са његовим радом.
Према својим статутима, DANTE консултује TeX кориснике из свих земаља у којима се користи немачких језик и финансира пројекте везане за TeX. Он такође представља чланове према другим TeX корисничким групама.
DANTE се одржава на главном CTAN серверу dante.ctan.org, који је пресликан на друге mirror.ctan.org. Конференције са разговорима, упутствима и састанцима генералних чланова се одржавају двогодишње на разним локацијама у свим земљама немачког говорног подручја. Конференције су бесплатне за све заинтересоване за TeX. Часопис Die TeXnische Komödie чланова удружења објављује се квартално. DANTE је међународни партнер  корисничке групе (TUG) која је основана 1980. године.